# Donji Karin
Donji Karin falu Horvátországban Zára megyében. Közigazgatásilag Benkovachoz tartozik.

## Fekvése
Zárától légvonalban 31, közúton 39 km-re keletre, községközpontjától légvonalban11, közúton 15 km-re északra, Dalmácia északi részén, Ravni kotari területén, a Karini-tenger déli partján fekszik.

## Története
Karin területén már a rómaiak előtt az ókorban erődített település állt. A vár maradványai Benkovac felől Karin felé haladva Popovići felé kanyarodva egy magaslaton találhatók. A romokhoz egy meredek ösvény vezet fel. A várat még az illírek építették, erről tanúskodnak az itt talált cseréptöredékek és egy Latra istennek szentelt templom feltárt részei. A rómaiak idejében Karint Coriniumnak nevezték és amfiteátrumot is építettek ide. A horvátok letelepedése után a horvát Karinjan nemzetség központja lett (erről egy oltárelőépítmény felirata tanúskodik). Ezután a hagyomány szerint Dmitar Zvonimir horvát király nászajándékként Klaudija nevű lányával aki Voniha Lapčanin felesége lett, a Lapčan nemzetségnek adta. A várat a 10. században a híres bizánci császár Bíborbanszületett Konstantin is megemlíti. Karin a középkorban a Gusić nemzetséghez tartozó Kurjaković és Karlović családok uralma alatt állt. Határában a 15. században egy korábbi bencés kolostor helyén a ferencesek építettek kolostort. A török 1527-ben foglalta el a várat és a települést. A velenceiek a 17. század közepén rövid időre visszafoglalták, de a török uralom egészen 1685-ig tartott. A török által lerombolt kolostort a 18. században építették újjá. A falu ezután 1797-ig a Velencei Köztársaság része volt. Miután a francia seregek felszámolták a Velencei Köztársaságot a campo formiói béke értelmében osztrák csapatok szállták meg. 1806-ban a pozsonyi béke alapján az Első Francia Császárság Illír Tartományának része lett. 1815-ben a bécsi kongresszus újra Ausztriának adta, amely a Dalmát Királyság részeként Zárából igazgatta 1918-ig. A településnek 1880-ban 21, 1910-ben 31 lakosa volt. Az első világháború után előbb a Szerb-Horvát-Szlovén Királyság, majd Jugoszlávia része lett. A második világháború idején 1941-ben a szomszédos településekkel együtt Olaszország fennhatósága alá került. Az 1943. szeptemberi olasz kapituláció után újra Jugoszlávia része lett. 1971-ben az Angyalok Királynőjének ünnepén véres összecsapás volt itt a katolikus horvátok, valamint a helyi szerbek és a jugoszláv rendőrség egységei között. Az összetűzésben többen megsebesültek, és egy helyi horvát halálos áldozat is volt. Az eset politikai botrányt kavart és az országot nagy nemzetközi támadások érték, mivel a rendőrség az ünneplő hívőkre támadt. 1991-ben lakosságának 98 százaléka szerb nemzetiségű volt. 1991 szeptemberében szerb lakói csatlakoztak a Krajinai Szerb Köztársasághoz és a település szerb igazgatás alá került. A ferences kolostort és templomát előbb megrongálták, majd 1993. február 13-án teljesen lerombolták. Az épületegyüttes újjáépítése az egyik legnagyobb és legköltségesebb projekt volt a délszláv háborút követően. Felszentelése 2006-ban az angyalok királynőjének ünnepén történt. A falunak 2011-ben 174 lakosa volt, akik főként mezőgazdasággal és állattartással foglalkoztak.

## Lakosság
| Lakosság változása | Lakosság változása | Lakosság változása | Lakosság változása | Lakosság változása | Lakosság változása | Lakosság változása | Lakosság változása | Lakosság változása | Lakosság változása | Lakosság változása | Lakosság változása | Lakosság változása | Lakosság változása | Lakosság változása | Lakosság változása |
| ------------------ | ------------------ | ------------------ | ------------------ | ------------------ | ------------------ | ------------------ | ------------------ | ------------------ | ------------------ | ------------------ | ------------------ | ------------------ | ------------------ | ------------------ | ------------------ |
| 1857               | 1869               | 1880               | 1890               | 1900               | 1910               | 1921               | 1931               | 1948               | 1953               | 1961               | 1971               | 1981               | 1991               | 2001               | 2011               |
| 0                  | 0                  | 21                 | 14                 | 8                  | 31                 | 0                  | 0                  | 698                | 749                | 724                | 649                | 575                | 514                | 101                | 174                |

## Nevezetességei
- Szűz Mária tiszteletére szentelt kolostora a tengerparton egy festői helyen áll.[7] Az épületegyütteshez kanyargós út vezet, mely a Karišnica-patakkal együtt ereszkedik tovább a tengerig. A patak torkolata közvetlenül a kolostor mellett található. A kolostort a 15. században valószínűleg egy korábbi bencés kolostor helyén építették. Építése minden bizonnyal Nikola Lapsanovićnak, Karin akkori urának, az ősi horvát Lapčan nemzetség leszármazottjának idejében kezdődött.[3] A velencei–török háborúk idején lerombolták, de a 18. században újjáépítették. Az eredeti kolostorépület részben földszintes, részben egyemeletes volt, erre az újjáépítés során egy második emeletet húztak. Eredeti gótikus stílusjegyeiről a templom és a harangtorony fennmaradt középkori ablakai tanúskodtak, melyek helyére a 18. században félköríves barokk ablakokat nyitottak.[3][8] A kolostort és templomát a horvát kulturális örökség részeit 1993. február 13-án a szerbek aláaknázták és felrobbantották. Megsemmisültek a szerzetesek sírjai és a gazdasági épületek is. A délszláv háború után teljesen újjáépítették, és 2006-ban a gyászos karini események 35-dik évfordulóján újra felszentelték. Ma a Szent Megváltó nevét viselő ferences rendtartomány legősibb kolostora, mely gazdag könyvtáráról is nevezetes, ám sajnos a nyilvánosság számára nem látogatható.[3]
- Szent Kirika és Julite vértanúk tiszteletére szentelt szerb pravoszláv temploma 1537-ben épült. A templom nyugat-keleti tájolású, egyhajós épület kissé meghosszabbított hajóval és félköríves apszissal. Domináns része az 1836-ban épített harangtorony, építésének ideje a homlokzaton olvasható. Belül értékes ikonoztáz található, melyet Danilo Petranović (1864-1944) ikonfestő alkotott. A parókia a templom mellett található.
- Kis Szent Teréz tiszteletére szentelt római katolikus plébániatemplomát 2002. október 1-jén szentelte fel Ivan Prenđa érsek. A templom egyhajós, a homlokzat bal oldalán álló harangtornyában két harang található. A sekrestye az oltár mögött helyezkedik el. A templomnak márvány szembemiséző oltára is van.[4]
- Szent Márk evangélista tiszteletére szentelt középkori temploma egyhajós épület volt félköríves apszissal. Oldalfalaiba a tető jobb megtartása érdekében ívelt tartópilléreket építettek be. Megmaradt az oldalsó bejárat is. Falai helyenként még emeletnyi magasságban állnak. A templom a 12-13. században épülhetett, amikor ez az építési forma elterjedt volt. Körülötte temető található több mint húsz, monumentális síremlékkel.[4][9]